# 中国共产党新宁县委员会
中国共产党新宁县委员会（简称中共新宁县委）是中国共产党在湖南省邵阳市新宁县的领导机关。

## 沿革
1949年8月4日，中国共产党邵阳地区委员会书记夏如爱召集李前义、赵文光、林基永等在湖南省长沙市学宫街开会宣布李前义担任中国共产党新宁县委员会书记。10月29日，李前义等3人率领去新宁县就职，接管了新宁县临时人民政府，11月1日正式办公，县委驻地在金石镇德胜庙。
1966年，文化大革命爆发，“踢开党委闹革命”，“新宁县革命委员会”成立，县委领导干部权力遭到剥夺。1980年11月，新宁县革命委员会遭到撤销，恢复使用“新宁县人民政府”名称。

### 反腐败工作
2016年11月9日，陈优秀涉嫌严重违纪接受组织调查，2017年1月24日遭到逮捕，2月20日遭到开除党籍开除公职（双开）处分，其违规收受礼品礼金共计215万元。
2025年1月19日，秦立军涉嫌严重违纪违法，接受湖南省纪委监委纪律审查和监察调查。

## 职责
根据《中国共产党地方委员会工作条例》，中国共产党地方委员会主要实行政治、思想和组织领导，承担下列职能：
1. 对本地区重大问题作出决策。
2. 通过法定程序使党组织的主张成为地方性法规、地方政府规章或者其他政令。
3. 加强对本地区宣传思想文化工作的领导，牢牢掌握意识形态工作领导权、话语权。
4. 按照干部管理权限任免和管理干部，向地方国家机关、政协组织、人民团体、国有企事业单位等推荐重要干部。
5. 支持和保证人大、政府、政协、法院、检察院、人民团体等依法依章程独立负责、协调一致地开展工作，发挥这些组织中党组的领导核心作用。
6. 加强对本地区群团工作和统一战线工作的领导。
7. 动员、组织所属党组织和广大党员，团结带领群众实现党的目标任务。

## 历任书记
| 姓名   | 就任日期   | 卸任日期   | 备注                     |
| ------ | ---------- | ---------- | ------------------------ |
| 李前义 | 1949年10月 | 1950年1月  | [ 1 ]                    |
| 张宾清 | 1950年2月  | 1952年10月 | [ 1 ]                    |
| 赵文光 | 1952年8月  | 1953年11月 | [ 1 ]                    |
| 渠时航 | 1953年11月 | 1954年5月  | [ 1 ]                    |
| 李桐林 | 1954年5月  | 1955年4月  | [ 1 ]                    |
| 曲铎   | 1955年5月  | 1956年5月  | [ 1 ]                    |
| 王占恕 | 1956年5月  | 1959年3月  | 第一书记                 |
| 马寿山 | 1960年6月  | 1963年12月 | 第一书记                 |
| 杜景芳 | 1969年1月  | 1970年11月 | 新宁县革命委员会小组组长 |
| 杜景芳 | 1970年11月 | 1973年7月  | [ 1 ]                    |
| 刘承祖 | 1973年7月  | 1978年9月  | [ 1 ]                    |
| 彭文彬 | 1978年9月  | 1983年9月  | [ 1 ]                    |
| 李中达 | 1983年9月  | 1985年4月  | [ 1 ]                    |
| 彭光武 | 1985年4月  | 1986年1月  | [ 1 ]                    |
| 高建中 | 1987年1月  | 1990年8月  | [ 1 ]                    |
| 陈优秀 | 2006年4月  | 2012年3月  | [ 5 ]                    |
| 秦立军 | 2012年3月  | 2021年3月  | [ 6 ]                    |
| 邓涛   | 2021年3月  |            | [ 7 ] [ 8 ]              |